# هانس ميزجر
هانس ميزجر (بالألمانية: Hans Mezger)‏ هو مهندس ألماني، ولد في 18 نوفمبر 1929 في شتوتغارت في ألمانيا.